# Calycopsis borealis
Calycopsis borealis är en nässeldjursart som först beskrevs av Linko 1913.  Calycopsis borealis ingår i släktet Calycopsis och familjen Bythotiaridae. Inga underarter finns listade i Catalogue of Life.